# Chiesa di Santa Maria (Beaverville)
La chiesa di Santa Maria, anche conosciuta come la cattedrale della prateria e come la cattedrale dei campi di granturco, è un luogo di culto cattolico di Beaverville, inaugurato nel 1911, situato al 308 di St. Charles Avenue. Prominente monumento dell'Illinois, fa parte, dal 1996, del National Register of Historic Places.

## Storia
Una prima chiesa dedicata a Santa Maria, fu costruita nel 1857, quando il villaggio di Beaverville era conosciuto con il nome di St. Marie. La parrocchia aprì una propria scuola nel 1895, e l'anno successivo un gruppo di suore carmelitane missionarie provenienti dalla Francia, fondò un convento vicino alla chiesa. In seguito al crescere della comunità, nel 1909, iniziò la costruzione dell'attuale struttura. La nuova chiesa fu completata e consacrata nel 1911; tuttavia, i debiti dovuri alla costruzione dell'edificio non furono pagati fino al 1945. Quando i debiti furono estinti, la congregazione versò nuovi fondi per decorare ed abbellire l'interno della chiesa. Molti di queste decorazioni sono state perse durante lavori di ristrutturazione nel 1970. La scuola elementare e quella superiore, chiusero rispettivamente nel 1965 e nel 1969.

## Descrizione
L'architetto di Chicago Joseph Molitor, ha progettato la chiesa in stile neoromanico. Per la costruzione della chiesa furono impiegati blocchi di calcare. La chiesa ha un'irregolare pianta a forma di "L", con una piccola ala nella parte posteriore che forma la gamba. La chiesa è dotata di due campanili e di cupola in maiolica.
L'ingresso principale della chiesa si trova sul lato ovest della struttura. Le tre serie di porte sono ognuna sormontata da una soprafinestra vitrea. Una coppia di campanili a quattro piani si trovano su ambo i lati della facciata. Il terzo ed il quarto piano di ogni torre, sono aperti da pilastri che incorniciano le aperture ad arco: le balaustre corrono lungo le aperture del terzo piano, mentre le aperture quarto piano dispongono di chiavi di volta e classiche cornici. In cima di entrambi i campanili, ci sono frontoni triangolari.
La chiesa presenta una sezione ottagonale sormontata da un tetto a cupola. Per la cupola, in maiolica, sono state utilizzate piastrelle rosse in argilla francese. Una piccola sezione ottagonale nella parte superiore della cupola è recintata da una ringhiera di ferro. Sette tetti a capanna coprono le altre parti della chiesa, mentre un tetto ottagonale più modesto, copre l'ala. Questi tetti sono fatti di tegole rosse, disposte a strati. Per la costruzione della cupola della chiesa sono state impiegate circa ventiduemila piastrelle.
Ogni lato della chiesa dispone di sette vetrate ad arco. Sei finestre su ogni lato hanno le stesse dimensioni, mentre una finestra più grande si trova alla base dell'ottagono. Su ogni lato del secondo piano dell'ottagono, si trovano tre finestre più piccole. Sull'ala ci sono cinque vetrate supplementari: due si trovano su ogni piano del lato ovest, mentre la quinta è sul secondo piano del lato est.